# Atyria portis
Atyria portis là một loài bướm đêm trong họ Geometridae.